# Jan Magnussen
Jan Ellegaard Magnussen, född 4 juli 1973 i Roskilde, är en dansk racerförare. Han är far till racerföraren Kevin Magnussen. 

## Racingkarriär
Magnussen debuterade i formel 1 för McLaren i Stilla havets Grand Prix 1995. Därefter körde han två säsonger för Stewart. Hans bästa resultat blev en sjätteplats i Kanada 1998.
Magnussen tävlar numera i Grand-Am, ALMS, DTC och Le Mans 24-timmars.

## F1-karriär
| Säsong | Stall/Tillverkare | Poäng | Placering |
| ------ | ----------------- | ----- | --------- |
| 1995   | McLaren-Mercedes  | 0     | –         |
| 1997   | Stewart-Ford      | 0     | –         |
| 1998   | Stewart-Ford      | 1     | 15        |